# American Journal of Psychiatry
Америка́нский психиатри́ческий журна́л (англ. American Journal of Psychiatry) — официальный орган Американской психиатрической ассоциации. По импакт-фактору (12,522) занимает второе место среди 117 психиатрических журналов, проиндексированных в Thomson Scientific; наиболее широко читаемый и цитируемый психиатрический журнал в мире. Первый том журнала вышел в 1844 году и имел название «Американский журнал о помешательстве» (англ. American Journal of Insanity). Под нынешним названием издаётся с июля 1921 года.